# Кибовский, Александр Владимирович
Алекса́ндр Влади́мирович Кибо́вский (род. 15 ноября 1973, Москва) — российский историк, государственный и общественный деятель, Заслуженный деятель искусств Российской Федерации (2021), Академик Российской академии художеств (2012; член-корреспондент 2011), кандидат исторических наук, Министр Правительства Москвы, руководитель Департамента культуры города Москвы (10 марта 2015 — 27 сентября 2023 года).
Действительный государственный советник Российской Федерации 2 класса (2010).
Руководитель рабочей группы по координации подготовки и проведения информационно-пропагандистских мероприятий в связи с памятными датами военной истории Отечества Российского организационного комитета «Победа», возглавляемого Президентом Российской Федерации. Председатель попечительского совета Общества потомков участников Отечественной войны 1812 года. Председатель Московского отделения Российского военно-исторического общества. Победитель национального конкурса «Книга года — 2019». Обладатель достижения в области искусствознания, внесенного в Книгу рекордов России.

## Происхождение
Род Кибовского был занесён в смоленскую дворянскую книгу в 1662 году, когда царь Алексей Михайлович принял его предка Якова Христофоровича Кибовского на военную службу и пожаловал ему деревни в Бельском уезде Смоленской губернии. Среди предков Александра Кибовского — участник Отечественной войны 1812 года офицер Смоленского ополчения Петр Демьянович Кибовский, сражавшийся при Бородино и Малоярославце. Многие предки Кибовского как по отцовской, так и по материнской линии воевали на фронтах Великой Отечественной войны.

## Начало трудовой деятельности и образование
Летом 1988—1989 года Кибовский подрабатывал, принимая участие в археологических работах московской экспедиции Института археологии АН СССР на Красной площади в качестве рабочего-землекопа. Летом 1989 года в составе подмосковного отряда археологической экспедиции Музея истории и реконструкции г. Москвы под руководством А. Е. Кравцова участвовал в полевой экспедиции и раскопках мезолитической стоянки Беливо в Орехово-Зуевском районе Московской области.
В 1990 году поступил в Московский государственный историко-архивный институт (ныне — РГГУ). В 1990 и 1991 годах в составе студенческого отряда «Поиск» (позднее — ИАПЦ «Судьба») участвовал в экспедициях по розыску и захоронению останков воинов 33-й и 43-й армий, погибших в упорных боях в марте — июле 1942 г. на плацдарме «Красная Горка» в районе села Климов Завод Юхновского района Калужской области.
В 1995 году окончил университет с отличием по специальности «Музейное дело, охрана памятников истории и культуры».
В 1996—1997 годах работал младшим научным сотрудником в музее-панораме «Бородинская битва». С 1997 года — главный специалист, а с 1998 года — заместитель начальника отдела Департамента по сохранению культурных ценностей Министерства культуры РФ. Работая под руководством А. И. Вилкова, принимал участие в 20 успешных операциях по возвращению в Россию украденных и пропавших произведений искусства, в том числе уникальной иконы «Борис и Глеб» XV века, похищенной 29 июля 1991 года из Устюженского краеведческого музея и возвращенной в 2000 году из Германии.

### Судебные процессы и закон «Об оружии»
Летом 1999 г. в Туле участвовал в судебном процессе в качестве эксперта по орденам над преступной группой Александра Белолипецкого, совершившей в августе 1996 г. кражу коллекции царских наград М. С. Селиванова общей стоимостью, по разным оценкам, от 1 до 4 млн долларов, в то время.
В 1999 г. выступал на стороне защиты на суде над пожилым коллекционером М. В. Пораем, привлеченным к уголовной ответственности за хранение фамильных пистолетов середины XIX века. В результате Порай был оправдан, что создало прецедент и позволило де-факто легализовать коллекционирование антикварного оружия.
При участии А. Кибовского соответствующие положения были впервые учтены в базовом постановлении Правительства РФ от 21.07.1998 г. № 814 «О мерах по регулированию оборота гражданского и служебного оружия и патронов к нему на территории Российской Федерации», действующем и сейчас. Многие формулировки и предложения, разработанные А. Кибовским в это время, были учтены в поправках Федерального закона «Об оружии», которыми впервые даны юридические определения оружия, имеющего культурную ценность, старинного (антикварного) оружия, копий и реплик с него.

### Военная служба
В 2000—2001 годах, уже имея учёную степень кандидата наук, проходил срочную военную службу в ВМФ России: матрос, младший сержант, сержант. Награждён медалью «За службу в морской пехоте». Позже в соавторстве с О. Г. Леоновым выпустил книгу «300 лет российской морской пехоте».

## Работа в государственных органах

### Министерство культуры РФ, 2001—2004
В 2001—2004 годах — заместитель руководителя Департамента по сохранению культурных ценностей Министерства культуры РФ. Курировал подготовку и издание томов впервые составлявшегося «Сводного каталога культурных ценностей, похищенных и утраченных в период Второй мировой войны». Принимал непосредственное участие в розыске и возвращении в Россию украденных и похищенных в годы ВОВ культурных ценностей, в том числе вывезенного нацистами «Смоленского архива», а также украденной в 1957 году иконы «Преображение Господне» XV века, возвращенных в 2002 году из США. Являлся секретарем комиссии по возвращению из Ватикана Казанской иконы Божией матери, переданной Папой Римским Иоанном Павлом II в Россию 28 августа 2004 года.
Совместно с руководителем московского представительства Wintershall Holding AG Юргеном Мёпертом А. Кибовский возглавлял российско-германский экспертный совет по восстановлению на немецкие средства здания и уникальных фресок храма Успения на Волотовом поле XII века, разрушенного артогнём вермахта в 1941 году. Восстановленная церковь открыта 28 августа 2003 года. Работал с А. И. Комечем, Г. В. Поповым, Л. И. Лифшицем.

### Аппарат Правительства РФ, 2004—2008
В 2004—2008 гг. работал в Аппарате Правительства РФ — сначала советником, а затем, в 2006—2008 гг., заместителем директора Департамента массовых коммуникаций, культуры и образования Правительства РФ. Подготовил постановление Правительства РФ от 15.03.2007 г. № 161, которым было прекращено широко использовавшееся региональными властями право в обход требований Федерального закона «Об объектах культурного наследия (памятников истории и культуры) народов Российской Федерации» своими решениями исключать те или иные здания из числа памятников истории и культуры. Является автором-разработчиком постановления Правительства РФ от 26.04.2008 г. № 315 «Об утверждении Положения о зонах охраны объектов культурного наследия (памятников истории и культуры) народов Российской Федерации» — первого подзаконного акта в сфере сохранения культурного наследия с 2002 года.
В 2006 году вместе с директором Музея архитектуры им. А. В. Щусева Давидом Саркисяном инициировал присвоение дому Мельникова в Кривоарбатском переулке статуса памятника федерального значения и передачу права собственности на него государству в лице музея.

### Росохранкультура, 2008—2010
С 6 июня 2008 г. — руководитель Федеральной службы по надзору за соблюдением законодательства в области охраны культурного наследия (Росохранкультура).
Во время российско-грузинского военного конфликта в августе 2008 г. обращал внимание на то, что в ходе боевых действий в Южной Осетии в нарушение Гаагской конвенции были разрушены такие уникальные памятники культуры, как Кавтская церковь Святого Георгия VIII—IX веков и историческое здание осетинского парламента. В ноябре 2008 г. сообщил, что собранные комиссией Росохранкультуры на месте боев документы и свидетельства разрушения южноосетинских памятников были переданы в Следственный комитет РФ.
В июне 2010 г. Александр Кибовский доложил премьер-министру РФ Владимиру Путину о завершении разработки и утверждении 18 нормативных правовых актов, создавших правовой каркас для охраны культурного наследия. Впервые была начата регистрация памятников в Едином государственном реестре объектов культурного наследия (памятников истории и культуры) народов Российской Федерации. Под номером 1 в Едином реестре был зарегистрирован монумент на могиле Неизвестного солдата в Москве. Впервые организовано утверждение предметов охраны памятников федерального значения, границ их территорий и режимов использования земельных участков в границах данных территорий.
В 2010 году всем регионам впервые перечислены субвенции из федерального бюджета (267,3 млн руб.) на государственную охрану памятников федерального значения, что позволило усилить региональные органы охраны объектов культурного наследия и сделать их финансово независимыми.
В 2009—2010 гг. являлся членом президиума Рабочей группы при Президенте РФ по вопросам восстановления объектов культурного наследия религиозного назначения, иных культовых зданий и сооружений. В эти годы Росохранкультура курировала реставрационные работы на таких знаковых объектах, как Кронштадтский Морской собор во имя Святителя Николая Чудотворца, Ново-Иерусалимский ставропигиальный мужской монастырь, главное здание Большого театра, главное здание Московской Государственной консерватории им. П. И. Чайковского, монумент «Рабочий и колхозница» и др.
По просьбе главы Русской Православной Старообрядческой Церкви митрополита Корнилия Кибовский вместе с С. В. Ямщиковым осуществлял методический надзор за реставрацией Колокольни Рогожской старообрядческой общины архитектора Ф. И. Горностаева.
В феврале 2010 г. вошел в инициативную группу под руководством Владимира Якунина, которая организовала исследования, обнаружившие под штукатурным слоем над воротами Спасской и Никольской башен Московского Кремля фресковые образы, считавшиеся утраченными. Иконы раскрыты, отреставрированы и освящены 28 августа и 4 ноября 2010 г. соответственно.
Росохранкультура осуществляла надзор за ведением работ по строительству Заромакской ГЭС, Богучанской ГЭС, АТЭС и олимпийских объектов в Сочи, что позволило спасти памятники, первоначально попадавшие в зону строительства, а также провести масштабные археологические и охранно-спасательные работы. При строительстве моста на остров Русский удалось скорректировать проект и сохранить Новосильцевскую батарею, которая стала объектом туристического показа. Спасенный во время работ в Сочи уникальный дольмен «Колихо» установлен в основной экспозиции Государственного исторического музея.
В 2008—2010 гг. впервые провел государственную аккредитацию организаций по защите прав авторов, исполнителей, изготовителей фонограмм и аудиовизуальных произведений. Таким образом, была создана система государственной защиты интересов композиторов, певцов, музыкантов, писателей, художников и других обладателей интеллектуальной собственности, действующая в настоящий момент.
При формировании Таможенного союза в рамках ЕврАзЭС отвечал за подготовку «Положения о порядке ввоза на таможенную территорию государств-участников Таможенного союза и вывоза с таможенной территории государств-участников Таможенного союза культурных ценностей, документов национальных архивных фондов и оригиналов архивных документов» (утверждено Решением Межгосударственного Совета ЕврАзЭС от 27.11.2009 г. № 19).
Начиная с осени 2009 года Росохранкультура активно выступала против строительства «Охта-центра» — 80-этажного небоскреба, который ОАО «Газпром» планировал возвести в исторической части Санкт-Петербурга. Против проекта выступили не только многие известные деятели культуры, но и эксперты ЮНЕСКО. В ноябре 2009 г. Кибовский заявил, что власти Санкт-Петербурга, выдав разрешение на строительство небоскреба, допустили существенные нарушения законодательства. Составленный Росохранкультурой акт о допущенных нарушениях послужил основанием для всех последующих судебных разбирательств общественности и правительства города. В конце 2010 года губернатор Санкт-Петербурга Валентина Матвиенко озвучила решение о переносе места строительства небоскреба из исторического центра Санкт-Петербурга на Лахту.
В это же время появилась информация о том, что Министр культуры РФ Александр Авдеев выступил с предложением об упразднении Росохранкультуры. Но официально Служба была ликвидирована только в феврале 2011 г. По мнению градозащитников, никаких объективных причин для упразднения Службы не существовало. Причины её ликвидации обычно связывают с отрицательной позицией Росохранкультуры по строительству «Охта-центра». На заседании 1 декабря 2016 года Совета при Президенте РФ по культуре и искусству отмечалось, что Росохранкультура была ликвидирована под воздействием руководителей регионов, в результате её упразднение негативно сказалось на сохранении культурного наследия. Выступавшие члены Совета высказались за восстановление Росохранкультуры.

### Департамент культурного наследия Москвы, 2010—2015
1 ноября 2010 г. Мэр Москвы Сергей Собянин назначил А. В. Кибовского на пост министра Правительства Москвы, руководителя Департамента культурного наследия города Москвы (Мосгорнаследие). В 2011 году в Москве впервые принята пятилетняя государственная программа по сохранению культурного наследия в рамках городской программы «Культура Москвы 2012—2016 гг.».
В результате комплекса мер количество реставрационных объектов выросло многократно. Число памятников, находящихся в неудовлетворительном состоянии, сократилось в 5 раз — с 39 % (1325) в 2010 году до 7 % (250) к 2016 году. За 6 лет в Москве отреставрированы более 700 памятников архитектуры, 400 объектов монументальной скульптуры и некрополя, по 4430 зданиям в историческом центре города проведены фасадные и противоаварийные работы. Общий объём инвестиций составил около 70 млрд руб., из которых значительную часть составили резко выросшие за этот период частные средства.
Наибольшую известность получила реставрация Мосгорнаследием таких объектов, как Триумфальная арка, Дом-музей Василия Львовича Пушкина на Старой Басманной, Храм Священномученика Климента на Пятницкой, «Дом культуры им. Русакова, 1927—1929 гг., арх. Мельников К. С.», Колокольня храма Софии Премудрости Божией в Средних Садовниках, Храм Николая Чудотворца в Хамовниках, историко-архитектурный ансамбль «Рогожская слобода», храмы Черниговского подворья, церковь Всех Скорбящих Радости на Ордынке и др.
А. Кибовский является одним из инициаторов городской программы «1 рубль за 1 м²». В рамках этой программы за счёт средств арендаторов восстанавливаются памятники, находящиеся в аварийном состоянии. Отреставрированы знаменитый «Дом с кариатидами» в Печатниковом переулке, здание Московской военно-фельдшерской школы в Лефортово, главный дом городской усадьбы XVIII века в Подсосенском переулке, жилой дом купца Баулина XIX века на Николоямской улице и др. Данный опыт Правительства Москвы был одобрен на федеральном уровне и учтен при подготовке вступившего силу 22 января 2015 г. Федерального закона № 315-ФЗ.
По инициативе Мосгорнаследия Мэром Москвы одобрена и с 2012 года реализуется городская программа предоставления субсидий религиозным организациям для реставрации объектов культурного наследия. В рамках программы, которая позволяет объединить средства бюджета и верующих, в 2012—2015 гг. отреставрированы 24 храма. Эффективность программы одобрена Рабочей группой при Президенте РФ по вопросам восстановления объектов культурного наследия религиозного назначения, иных культовых зданий и сооружений. Программа также одобрена и рекомендована другим регионам Комиссией по вопросам религиозных объединений при Правительстве Российской Федерации. За заслуги в реставрации храмов-памятников Патриарх Московский и Всея Руси Кирилл вручил 27 сентября 2014 г. Кибовскому Орден преподобного Сергия Радонежского III степени № 001.
На главной международной реставрационной выставке Denkmal, проходящей каждые два года в Лейпциге, стенд Правительства Москвы дважды удостаивался золотой медали — в 2012 и 2014 годах. В рамках сотрудничества Москвы и Лейпцига в 2011, 2013 и 2015 годах в столице прошли международные выставки «Denkmal-Москва».
Летом 2013 г. приняты поправки в Кодекс РФ об административных правонарушениях, ужесточающие санкции за нарушения законодательства об охране памятников и многократно увеличившие размеры штрафов, которые стали самыми крупными в Кодексе. По предложениям Мосгорнаследия существенно усилены полномочия органов охраны объектов культурного наследия. Введено административное расследование. Расширен круг подлежащих наказанию лиц, а срок давности их привлечения к ответственности продлен с 3-х месяцев до 1 года. Штраф за невыполнение предписания органа охраны памятников о приостановке незаконных работ увеличен с 10 тыс. до 5 млн рублей[значимость факта?].
Впервые начались работы по сносу незаконных строений и пристроек на объектах культурного наследия. Снесены рестораны «Белая лошадь» на Страстном бульваре и «Бакинский дворик» на территории ДК им. Русакова, незаконные мансарды на памятниках в Столовом и Оружейном переулках[значимость факта?].
В 2011—2015 гг. являлся членом Градостроительно-земельной комиссии города Москвы (ГЗК) и заместителем председателя Комиссии при Правительстве Москвы по рассмотрению вопросов осуществления градостроительной деятельности в границах достопримечательных мест и зон охраны объектов культурного наследия. Комиссией были спасены от сноса 195 исторических зданий. На государственную охрану поставлены 95 памятников. С учётом решений Комиссии и её рабочей группы, ГЗК были пересмотрены и расторгнуты старые инвестконтракты на несколько млн. квадратных метров нового строительства в центре Москвы. Многие проекты были понижены, уменьшены, разуплотнены на десятки тысяч квадратных метров[значимость факта?].

### Работа в Департаменте культуры Москвы (2015—2023)
10 марта 2015 года назначен руководителем Департамента культуры города Москвы вместо ушедшего в отставку Сергея Капкова.
В первый же месяц сократил аппарат ведомства в 2 раза, уволив сразу 100 чиновников. При этом за год Департамент из отстающих по контрольным показателям работы вышел на первые позиции среди органов власти. За 4 года бюджетное финансирование культуры было увеличено в полтора раза с 48 до 75 млрд рублей, а собственные доходы учреждений культуры выросли в 2 раза, с 11 до 20 млрд рублей. Средняя зарплата работников культуры выросла в полтора раза, с 47,5 тысяч рублей в 2015 году до 75,7 тысяч в 2019.
С 2015 года Департаментом организованы новые городские акции, ставшие традиционными — «Линия памяти» 22 июня на Крымской набережной, «Ночь кино» и «Ночь на катке». С 2015 года праздничный концерт в честь Дня города транслируется на Первом канале. С 2016 года в церемонии открытия Дня города принимает участие Президент РФ Владимир Путин. Прямые эфиры 2015, 2017 и 2019 годах Александр Кибовский провел вместе с Яной Чуриковой.
С 2016 года День работника культуры 25 марта и Всемирный день театра 27 марта отмечаются проведением в «Большом Манеже» Московского культурного форума, в котором участвуют все городские организации культуры. Его посещают десятки тысяч москвичей. 26 марта 2016 года на Форуме поставлен абсолютный рекорд Манежа по посещаемости за день — 24,5 тысячи человек.
27 сентября 2023 года глава департамента культуры города Москвы Александр Кибовский был освобожден от «исполнения обязанностей». Теперь эту должность занимает Алексей Фурсин, до этого руководивший департаментом предпринимательства и инновационного развития столицы. Официальных объяснений, почему 27 сентября с Кибовским решили прекратить отношения, не последовало.
24 октября 2023 г. назначен советником Аппарата Мэра и Правительства Москвы по вопросам культуры — представителем Аппарата Мэра и Правительства Москвы по вопросам культурного сотрудничества с новыми субъектами Российской Федерации. Активно работает на территории Донбасса и Новороссии (https://t.me/paretsky/3259, https://t.me/teatrmossoveta/3335, https://t.me/MK_LNR/19881, https://t.me/i_bachurin/1589, https://www.rewizor.ru/theatre/news/podgotovku-k-bolshomu-novogodnemu-predstavleniu-dlya-detey-mariupolya-otsenili-aleksandr-kibovskiy-i, https://t.me/i_bachurin/1591, https://t.me/i_bachurin/1593).

#### Музеи
В 2015—2019 годах Департаментом завершены ремонтные работы и открыты: Музей археологии Москвы на Манежной площади, музей истории Московского зоопарка и особняк Клюева, музей «Старый Английский двор» в Зарядье, Музей истории ГУЛАГа, выставочный зал музея Маяковского в мемориальной квартире на Красной Пресне, дом-музей Марины Цветаевой в Борисоглебском переулке, новое здание музея Есенина в переулке Чернышевского, Центр Гиляровского в Столешниковом переулке, обновленный музей Владимира Высоцкого, музей-квартира Александра Солженицына и квартира Ивана Сытина на Тверской, Музей русского зарубежья на Таганке. Музею Михаила Булгакова передана мемориальная квартира на Большой Пироговской улице, где был написан роман «Мастер и Маргарита». Ранее в ней располагался ДЭЗ. Музею Зеленограда, пол века ютившемуся на окраине, переданы новые помещения свыше тысячи м² в самом центре города в знаменитом Доме «Флейта».
К 200-летию Ивана Тургенева завершена реставрация и создание его музея в мемориальном особняке на Остоженке («Дом Му-Му»). Рядом в Тургеневском сквере по инициативе Кибовского был установлен первый в Москве памятник писателю, созданный народным художником России Сергеем Казанцевым на средства бизнесмена Сергея Шмакова. 10 ноября 2018 года памятник и музей открыли Президент РФ Владимир Путин и Мэр Москвы Сергей Собянин.
С 1 сентября 2017 года Департаментом реализуется проект Мэра Москвы «Музеи — детям», по которому все 90 музеев и выставочных залов города стали работать для школьников бесплатно. За два года в рамках проекта они приняли более 1 млн юных посетителей. Всего в 2018 году городские музеи посетили 23 млн человек.
6 июня 2018 года в открывшемся новом образовательном центре Московского музея современного искусства состоялась встреча Мэра Москвы с молодыми художниками. По её итогам принято решение о ежегодном выделении грантов современным художникам для реализации арт-проектов, а также о поддержке их выставочной деятельности. В 2019 году в выставочных залах Департамента состоялось 56 выставок молодых художников.

#### Театры
В 2015—2019 годах Департаментом введены в эксплуатацию и репертуар после завершения ремонта 40 зданий и помещений 26 московских театров (более 80 тысяч м²), в том числе комплекс Московского музыкального театра «Геликон-опера» на Большой Никитской улице, новое здание Московского театра-студии Олега Табакова на Сухаревской площади («Табакерка»), новое здание Театра Александра Градского, новое здание Театра Романа Виктюка, новое здание театра «Вишневый сад», новое здание детского театра «Волшебная лампа», Театр на Таганке с мемориальным кабинетом Юрия Любимова, Театр на Покровке, малая сцена и внутренний двор Электротеатра «Станиславский», детская сцена Театра «Луны», театр на Перовской, театр «АпАРТе», театр на Набережной, здание академического хора Владимира Минина, Московский театр «Около дома Станиславского», театр «Современник», театр «Школа современной пьесы», вторая очередь театра «Et Cetera» на Чистых прудах и др.

Ведутся ремонтные и строительные работы по зданиям Театра на Малой Бронной, Детского музыкального театра юного актёра, которому выделены дополнительные помещения, Государственного театра киноактера, Уголка дедушки Дурова, «Ведогонь-театра» в Зеленограде и др. Всего в течение ближайших трех лет запланировано провести ремонт и реконструкцию 48 зданий и помещений для 18 московских театров общей площадью более 70 тысяч м².   
С 2016 года Департаментом введен новый порядок выделения средств на премьерные постановки. Принятие решений передано Совету художественных руководителей городских театров. С учётом мнения профессионального сообщества в 2015 году Департаментом принято беспрецедентное решение — выпускной курс Школы-студии МХАТ Дмитрия Брусникина сохранен и принят на работу. В 2016 году Дмитрий Брусникин назначен художественным руководителем театра «Практика» (после его смерти 9 августа 2018 года театр возглавила Марина Брусникина). В 2016 году руководителем Центра драматургии и режиссуры назначен режиссёр Владимир Панков. В апреле 2018 года после смерти Олега Табакова его московский театр «Табакерка» и театральный колледж возглавил Владимир Машков. Эти назначения были позитивно восприняты театральной общественностью.
В 2016—2017 годах Департаментом подготовлена системная театральная реформа. С 2018 года 69 городских театров перешли на новую грантовую систему финансирования, которая расширила их творческую самостоятельность, сделала прозрачным и понятным формирование бюджета каждого из них, исключила субъективизм чиновников при распределении финансирования, упростила отчетность, снизив на треть административные барьеры, мешающие работе. Новая система одобрена руководителями московских театров на встрече с Мэром Москвы 4 октября 2017 года. За последние годы общее бюджетное финансирование театров увеличилось на 1,5 млрд рублей, а общий размер грантов составил 8,6 млрд рублей.
В 2018 году в московских театрах были показаны 24 тысячи спектаклей для 5,2 млн зрителей, состоялись 250 премьер. При поддержке Департамента на 38 гастрольных выездах показаны 180 спектаклей и концертных программ. В первом сезоне 2019 года, Года театра, были показаны 17,6 тысяч спектаклей для 3,8 млн зрителей, состоялись 142 премьеры и 50 гастрольных выездов.
С 1 сентября 2018 года в Москве реализуется проект «Театр в школе», когда городские театры выступаю для детей в школьных актовых и концертных залах. За первый учебный год 33 театра совершили 183 выезда, сыграли в школах 107 спектаклей и провели 76 мастер-классов для 20 тысяч ребят.

#### Библиотеки
С 1 декабря 2016 года все 412 доступных для москвичей городских библиотек подключены к Национальной электронной библиотеке, горожане получили доступ к 4 млн редких книг НЭБ. В 2016 году по итогам голосования москвичей на портале Правительства Москвы «Активный гражданин» все библиотеки перешли на единый удобный для горожан график работы. Теперь они работают в вечерние часы, а также в субботу и воскресенье. Выходной, как и у музеев, один — понедельник. Благодаря внесенным изменениям в уставные документы библиотек, легализована и расширена их культурно-досуговая работа. В 2018 году в библиотеках действовало 980 культурно-досуговых объединений, клубов, кружков и студий для 18 тысяч москвичей всех возрастов, в библиотеках проведено свыше 35 тысяч культурно-массовых мероприятий. С 2016 года возрожден популярный у москвичей формат летних открытых читален в парках. Летом 2019 года в парках работали 12 читален.
Александр Кибовский стал инициатором и разработчиком изменений федерального порядка учёта книг библиотечного фонда. В соответствии с принятыми 2 февраля 2017 года новыми правилами списанные из библиотек книги вместо прежнего обязательного сжигания или сдачи в макулатуру разрешено отдавать читателям. За два года работы портала «Списанные книги» москвичам передан 1 миллион книг, подлежавших по прежнему порядку уничтожению.
На встрече руководителей библиотек с Мэром Москвы 28 мая 2018 года принята городская программа «Московские библиоцентры», предусматривающая проведение полного комплексного ремонта и модернизации всех столичных библиотек. В 2018 и 2019 годах проведены ремонты в 134 библиотеках.
В целях сохранения и развития кадрового потенциала каждому работнику библиотеки дополнительно к зарплате установлены ежеквартальные гранты Мэра Москвы.  
С сентября 2018 года в московских библиотеках началась выдача единого читательского билета и внедрение единой автоматизированной библиотечной системы. За год выдано 248 тысяч билетов, новая система полностью внедрена в 9 округах Москвы. В 2020 году система внедрена по всему городу и на её основе запущен навигационный портал и мобильное приложение «Библиогород», позволяющее москвичам пользоваться услугами библиотек в цифровом формате. В 2021 году стало доступно онлайн бронирование книг, а позже станут доступны доставка и возврат в любой удобной точке города, программы лояльности и рекомендательные сервисы, чтение книг в цифровом формате и др.

#### Школы искусств
В 2017 году принята масштабная программа Мэра Москвы «Искусство — детям», одобренная творческими деятелями, представителями педагогической и родительской общественности на встрече с Мэром Москвы 3 ноября 2017 года. Впервые в городе реализуется комплексный подход к обновлению материальной базы 10 московских колледжей и 143 школ искусств. В 2018 и 2019 годах отремонтированы здания 110 школ и 3 колледжей (183,5 тысяч м²), 12 школам подобраны новые помещений (5 уже в них размещены), благоустроено 114,3 тысяч м² школьных территорий, поставлено 22,4 тысячи комплектов специальной мебели, 2 тысячи комплектов сценического и учебного оборудования, 2 тысячи мольбертов, 15 муфельных печей, 5352 музыкальных инструмента, в том числе 813 роялей и пианино.
В 2020 году планируется провести ремонт ещё 38 объектов (71,1 тысяча м²), поставить 13 тысяч комплектов специальной мебели, 2 тысячи комплектов сценического и учебного оборудования, более 4 тысяч музыкальных инструментов, в том числе 275 роялей и пианино. Кроме того, будет проводиться капитальный ремонт 30 школьных зданий.
С 2017 года в целях сохранения и развития кадрового потенциала московских школ искусств установлены гранты Мэра Москвы каждому педагогу детского творческого образования — по 170 тысяч рублей в год.
В целях поощрения лучших из 95 тысяч учащихся московских школ искусств и колледжей в 2016 году учреждены 100 грантов Мэра Москвы. В ежегодном конкурсе, который является крупнейшим детским творческим конкурсом в России, принимают участие более 3,5 тысяч учеников. Всего за последние два года учащиеся московских школ искусств одержали 141 победу в ведущих международных и российских конкурсах.
С 2018 года по поручению Мэра Москвы организована работа Московской городской кинокомиссии, помогающей отечественным и зарубежным киностудиям проводить съёмки фильмов в Москве. За два года при содействии кинокомиссии в городе снято 710 эпизодов для 350 картин. Деятельность Московской кинокомиссии получила высокую оценку на встрече Мэра Москвы с кинематографистами 8 августа 2019 года. На встрече также была озвучена идея создания на территории Новой Москвы большого кинопарка для проведения натурных съемок.
30 октября 2017 года Президент РФ Владимир Путин открыл мемориал жертвам политических репрессий «Стена скорби» на проспекте Академика Сахарова. Государственным заказчиком создания масштабного скульптурного комплекса являлся Департамент культуры.

#### Парки культуры и отдыха
Каждый год 56 городских парков культуры и отдыха принимают более 125 млн посетителей. В парках проводится более 17 тысяч мероприятий, в том числе 300 общегородских. С 2017 года реализуется задуманный А. В. Кибовским вместе с В. М. Халиловым проект регулярных летних выступлений военных оркестров в городских парках.
В 2016—2019 годах Департаментом культуры завершено комплексное благоустройство парка культуры и отдыха «Олимпийская деревня», Чапаевского парка, детского парка имени Прямикова, парковой зоны у Красногвардейских прудов. В парках оборудованы 176 новых детских, спортивных, танцевальных площадок. После комплексного благоустройства, проведенного Департаментом капитального ремонта, открылись новый парк на Ходынском поле, парк 50-летия Октября, ландшафтный парк Митино, зоны отдыха Левобережная и Терлецкая дубрава.
С июля 2016 года без выходных стал работать Московский зоопарк, раньше закрывавшийся по понедельникам. В сентябре 2019 года в его составе открылся уникальный Детский зоопарк на Садово-Кудринской улице. На площади 9,7 тысяч м² построены 27 современных павильонов и вольеров. Посетители могут видеть 236 представителей разных пород одомашненных животных и птиц. Для детей открыты досуговые и образовательные программы.
9 сентября 2017 года в День города открыт Парк Зарядье. Официальный старт его работе дали Президент РФ Владимир Путин и Мэр Москвы Сергей Собянин. За два года Зарядье посетили более 20 млн человек. Парк получил широкую известность, международное профессиональное признание и был удостоен многих престижных наград и мировых рейтингов.
8 сентября 2018 года в День города Президент РФ Владимир Путин и Мэр Москвы Сергей Собянин открыли концертный зал «Зарядье» с большим залом на 1600 мест и малым на 400 мест. Уже в 1-м сезоне в зале прошли 307 концертов звезд мировой оперной сцены, ведущих симфонических и камерных оркестров России и мира, которые посетили 164 тысячи зрителей. Зал стал одной из главных концертных площадок классического искусства не только в стране, но и получил признание за рубежом. В планах 2-го сезона 397 концертов для 250 тысяч зрителей.

#### Вторжение на Украину
После российского вторжения на Украину Кибовский занял активную провоенную позицию. Он отвечал за организацию гастролей московских артистов в оккупированных регионах Украины, выступал на открытии фотовыставки «героям СВО», по собственным словам, его силами, «Москонцерт» дал 700 концертов в зоне российского вторжения. Организовал увольнение руководителей подозреваемых в нелояльности или осудивших российское вторжение, а также отмены спектаклей, так Кибовский отменил спектакль в театре Станиславского с участием актрисы Юлии Ауг, осудившей вторжение на Украину. С сентября 2023 года Кибовский занимал должность «советника аппарата мэра и правительства Москвы по вопросам культурного сотрудничества с новыми субъектами РФ».

### Политические высказывания
19 декабря 2022 года, на фоне вторжения России на Украину, призвал убивать украинцев цитируя стихотворение Константина Симонова «Убей его!» (вариант названия: «Убей немца!»), исказив смысл стихотворения. В интервью Кибовский транслировал основные тезисы российской пропаганды о том, что на Украине российская армия якобы «сражается с нацистами» и украинцам «не должно быть никакой пощады».

## Научная и творческая деятельность
Автор многочисленных публикаций по истории российской императорской армии, а также по идентификации русских портретов XVIII—XIX вв. на основе сведений о форменной одежде и наградах. Вместе с Б. А. Косолаповым ввел в научную практику понятие историко-предметного метода атрибуции произведений искусства, дал ему теоретическое обоснование и доказал на сотнях примеров его высокую эффективность.
С 1993 года — редактор, а с 1998 года — заместитель главного редактора Российского военно-исторического журнала «Цейхгауз» (ныне — «Старый Цейхгауз»).
В 2000 году защитил диссертацию на соискание ученой степени кандидата исторических наук по теме: «Историко-предметный метод атрибуции произведений портретной живописи России XVIII — 1-й половины XIX вв.» Является автором многочисленных статей по данной теме.
Провел научную работу по идентификации более 500 русских портретов XVIII—XIX вв. из собраний Государственного Эрмитажа, Государственной Третьяковской галереи, Государственного Исторического музея, Государственного Русского музея, ГМИИ им. А. С. Пушкина и др.
Один из основателей и активных авторов издаваемой с 2013 года научной серии «Русские портреты XVIII — начала XX вв. Материалы по русской иконографии» (вышло 8 сборников). Издание осуществляется под эгидой Отделения искусствознания и художественной критики Российской Академии Художеств и в рамках соглашения с Минкультуры России об организации деятельности по изучению и атрибуции предметов Музейного фонда Российской Федерации. Постановлением Президиума РАХ 23 мая 2017 года изданию присвоен академический статус.
В 2004—2008 гг. преподавал историю военного костюма в Школе-студии МХАТ. Консультировал такие фильмы, как, "Дело о «Мертвых душах» (2005) и «Остров» (2006) Павла Лунгина; сериал «Гибель империи» (2005) и фильм «1612» (2007) Владимира Хотиненко; «Юнкера» Игоря Черницкого (2006); «Русская игра» Павла Чухрая (2007); «Адмиралъ» (2008) и «Союз спасения» (2019) Андрея Кравчука; «Елки 1914» Тимура Бекмамбетова (2015).
С 29 июля 2010 года почетный профессор Санкт-Петербургского государственного академического института живописи, скульптуры и архитектуры имени И. Е. Репина. 27 марта 2012 года А. Кибовский был избран действительным членом Российской Академии Художеств. 26 марта 2019 года избран в состав Президиума Российской Академии Художеств.
12 июля 2013 г. А. Кибовский назначен руководителем рабочей группы по координации подготовки и проведения информационно-пропагандистских мероприятий в связи с памятными датами военной истории Отечества Российского организационного комитета «Победа», возглавляемого Президентом Российской Федерации.
С 9 октября 2014 г. председатель Московского отделения Российского военно-исторического общества.
Указом Президента Российской Федерации от 20 января 2015 г. № 25 за большие заслуги в развитии отечественной культуры и искусства А. В. Кибовский награждён медалью ордена «За заслуги перед Отечеством» II степени. В поздравительном письме Президент Российской академии художеств Зураб Церетели отметил заслуги Кибовского в научно-просветительской области и поблагодарил за вклад в дело популяризации русской портретной школы.
С августа 2016 года ведет авторскую колонку в журнале «Дилетант», в которой опубликованы 40 статей по атрибуции.
21 марта 2019 года вышла книга Александра Кибовского «500 неизвестных». 4 сентября эта монография стала победителем национального конкурса «Книга года — 2019» в номинации «HUMANITAS» «за фундаментальное художественное исследование русской портретной живописи методом историко-предметной атрибуции».
18 мая 2019 года Александру Кибовскому вручен диплом Книги рекордов России в категории «Самое большое число атрибуций портретов с установлением имен изображенных персонажей».

## Уголовное дело
В середине июля 2024 года Кибовскому было предъявлено обвинение во взяточничестве и мошенничестве в составе организованной преступной группы, по данным следствия, Кибовский помогал коммерческим организациям заключать госконтракты, получив несколько взяток на сумму более 100 млн рублей. 17 июля Кибовский был задержан.
На допросе в СКР вину не признал, заявил о желании отправиться на войну на Украину.

## Собственность
В соответствии с декларацией, владеет 174 м². квартирой в элитном жилом комплексе «Купеческая усадьба», рыночной стоимость 150 млн рублей. По данным расследования ФБК, за время пребывания на министерских постах, Кибовский получил две элитные квартиры от мэрии Москвы. Одна из них была оформлена на 7-летнего сына, а другая в совместном владении с супругой.

## Книги
- Сибирский цирюльник. Правда и вымысел киноэпопеи. — М.: Экспринт, 2002[80][109]
- Униформа российского военного воздушного флота. В 2 т. (в соавторстве с А. Б. Степановым, К. В. Цыпленковым). — М.: Русские Витязи, 2004—2007.[110]
- Воздухоплавание в фалеристике. Знаки, значки, медали, жетоны. (в соавторстве с В. П. Тараном, Д. Б. Павловым). — М.: Русские Витязи, 2005.[111]
- 300 лет российской морской пехоте. Том I (1705—1855) (в соавторстве с О. Г. Леоновым). — М.: Русские Витязи, 2008.[112]
- Униформа российского военного воздушного флота. 1890—2012. В 2 т. (в соавторстве с А. Б. Степановым, К. В. Цыпленковым). — М.: Русские Витязи, 2012.[113]
- Русский военный костюм. Армия Александра I: пехота, артиллерия, инженеры. (в соавторстве с С. А. Поповым, О. Г. Леоновым). — М.: Русские Витязи, 2013.[114]
- Русский военный костюм. Армия Александра I: кавалерия. (в соавторстве с С. А. Поповым, О. Г. Леоновым). — М.: Русские Витязи, 2014.[115]
- 500 неизвестных. — М.: Русские Витязи, 2019.[116]
- 800 неизвестных. — М.: Русские Витязи, 2024.

## Семья и личная жизнь
- До июля 2024 года был женат на Анастасии Кибовской[117]. Сын Владимир (2012 г. р.).
- Сестра — Екатерина Кибовская (1983 г. р.). Окончила с отличием факультет журналистики МГУ. Принимала активное участие в формировании концепции современного развития Парка Горького в должности креативного директора (2011—2013 гг.). Затем директор Дирекции по специальным проектам и развитию РОСИЗО. В 2016 и 2018 годах являлась комиссаром V и VI Московских международных биеннале молодого искусства.

## Награды
- орден Дружбы (до 2023)[118]
- Медаль ордена «За заслуги перед Отечеством» II степени (20 января 2015 года) — за большие заслуги в развитии отечественной культуры и искусства, телерадиовещания и многолетнюю плодотворную деятельность
- Заслуженный деятель искусств Российской Федерации (6 апреля 2021 года) — за заслуги в развитии отечественной культуры и искусства, многолетнюю плодотворную деятельность
- Почётная грамота Президента Российской Федерации (21 августа 2009 года)[119]
- Заслуженный работник культуры Республики Дагестан (6 октября 2015 года) — за большой вклад в развитие культуры и искусства в Республике Дагестан[120]
- Орден преподобного Сергия Радонежского III степени (№ 001) (27 сентября 2014 года)
- Орден Святого Благоверного князя Даниила Московского III степени (29 ноября 2006 года)
- Императорский орден Святой Анны III степени (9 мая 2010 года)
- Медаль «300 лет Российскому флоту»
- Медаль «В память 850-летия Москвы»
- Медаль «В память 300-летия Санкт-Петербурга»
- Медаль «В память 1000-летия Казани»
- Медаль «За службу в морской пехоте»
- Медаль «За укрепление боевого содружества»
- Медаль Министерства обороны РФ «За заслуги в увековечении памяти погибших защитников Отечества»
- Знак Министерства культуры РФ «За достижения в культуре»
- Почетная грамота Министерства культуры РФ — за успехи в патриотическом воспитании
- Благодарность Министра культуры Российской Федерации (8 сентября 2003 года) — за содействие возвращению в Российскую Федерацию знамени Лейб-Гвардии Гренадёрского полка[121]
- Благодарность Министра культуры Российской Федерации (8 сентября 2003 года) — в связи с возвращением в Российскую Федерацию утерянной в годы Второй мировой войны картины Ф.Богневского «Портрет Великой княгини Александры Павловны» [122]
- Благодарность Министра культуры Российской Федерации (7 октября 2003 года) — в связи с завершением первого этапа восстановительных работ по памятнику XIV в. — храму Успения на Волотовом поле[123]

24 февраля 2010 года Кибовскому присвоен классный чин действительного государственного советника Российской Федерации 2 класса.